# Кандаурова Герта Семенівна
Ге́рта Семе́нівна Кандау́рова (9 березня 1929, Москва — 5 серпня 2013, Єкатеринбург) — радянська і російська фізик, доктор фізико-математичних наук, професор, завідувач лабораторії доменної структури магнетиків (від 1989 року), головна наукова співробітниця Науково-дослідного інституту фізики і прикладної математики Уральського державного університету.
Кількість цитувань публікацій Г. С. Кандаурової — 518.

## Життєпис
Герта Семенівна Кандаурова народилася 9 березня 1929 року в Москві.
1951 року закінчила фізико-математичний факультет Уральського державного університету.
Від 1954 року — асистентка, доцентка кафедри експериментальної фізики. 1957 року захистила кандидатську дисертацію за темою «Вивчення магнітних властивостей магнітно-анізотропних зразків з феромагнітних порошків».
Від 1967 року старша наукова співробітниця, доцентка, професорка кафедри магнетизму Уральського державного університету, головна наукова співробітниця НДІ фізики і прикладної математики Уральського університету.
1974 року захистила докторську дисертацію з теми «Доменна структура і магнітний гістерезис одновісних феромагнетиків»
ВІд 1992 до 2004 року — завідувачка лабораторії магнітної доменної структури.
Підготувала 18 кандидатів наук, двоє з яких стали докторами фізико-математичних наук, а один — членом-кореспондентом РАН.
Померла 5 серпня 2013 року. Похована на Широкоріченському кладовищі.

## Наукова та викладацька діяльність
Експериментальне і теоретичне дослідження магнітних гістерезисних властивостей, доменної структури широкого кола магнітних кристалів і тонких плівок.
Спільно з учнями і співробітниками встановлено:
- нові закономірності поведінки і властивості магнітних доменів і доменних меж;
- новий тип магнітооптичної дифракції, що має асиметричний спектр;
- введено нові уявлення про кооперативні доменні структури в кристалах зі складною полідвійниковою мікроструктурою;
- в тонких магнітних шарах зі складним характером магнітної анізотропії виявлено домени, в кожному з яких можна реалізувати до 8-ми різних стійких орієнтацій вектора намагніченості, що відкриває нові можливості для підвищення щільності запису інформації;
- відкрито нове фізичне явище — динамічну самоорганізацію магнітних доменів і ангерний (збуджений) стан багатодоменного магнітного середовища[6].

### Викладання
Розробила і читала фундаментальний курс «Магнетизм твердих тіл», створила оригінальні спецкурси з мікромагнетики, фізики магнітних доменів і магнітної пам'яті, які увійшли до 2-томного навчального посібника «Доменна структура магнетиків». Про талант педагога згадував Микола Варфоломійович Мушніков, академік РАН, директор Інституту фізики металів УрВ РАН:
На вибір спеціалізації вплинуло спілкування з університетською професоркою Гертою Семенівною Кандауровою, яка захопливо розповідала про проблеми магнетизму. — Е. Понизовкина. Заместитель председателя УрО РАН Н.В. Мушников:"Будем работать по правилам". — 2009. — № 7-8 (991).

## Публікації
Опублікувала близько 300 наукових робіт, 8 авторських свідоцтв на винаходи, 1 патент РФ.
- Кандаурова. Новые явления в низкочастотной динамике коллектива магнитных доменов // УФН : журн. — 2002. — Т. 172:10. — С. 1165–1187. — doi:10.3367/UFNr.0172.200210c.1165.
- Г. С. Кандаурова, «Особенности доменной структуры псевдоодноосных кристаллов — пластин {111} ферритов-гранатов», Докл. АН СССР, 243:5 (1978), 1165—1167
- Г. С. Кандаурова, Л. Г. Оноприенко. Доменная структура магнетиков. Основные вопросы микромагнетики :  [рос.]. — Свердловськ : УрГУ, 1986. — 136 с.

### Науково-популярні статті
- Г. С. Кандаурова. Хаос, порядок и красота в мире магнитных доменов :  [рос.] // Известия Уральского государственного университета. — 1997. — № 5. — С. 31-52.
- Г. С. Кандаурова. "Жизнь" магнитных доменов :  [рос.] // Наука и жизнь : журнал. — 2007. — № 5. — С. 26-32. — ISSN 0028-1263.

### Переліки публікацій
- Перелік публікацій [Архівовано 17 грудня 2019 у Wayback Machine.] в РІНЦ

## Нагороди та звання
- Заслужена діячка науки Російської Федерації (1995),
- Перші премії Уральського університету за цикли робіт «Дослідження доменної структури високоанізотропних феромагнетиків» (1977), «Динамічна самоорганізація і ангерний стан багатодоменного магнітного середовища» (1999).
- Почесний професор Уральського федерального університету (2012).